# Susanne Kuger
Susanne Kuger (* 1976 in Schweinfurt) ist eine deutsche Bildungswissenschaftlerin und Professorin an der LMU München (W3-Professur für Empirische Sozial- und Bildungsforschung im Kindes- und Jugendalter, Fakultät für Psychologie und Pädagogik der LMU).

## Leben
Susanne Kuger studierte Psychologie an der Julius-Maximilians-Universität Würzburg. Nach ihrem Studium promovierte sie an der Otto-Friedrich-Universität Bamberg im Fach empirische Bildungsforschung. Anschließend war sie als wissenschaftliche Mitarbeiterin im internationalen PISA Konsortium 2015 am DIPF Leibniz-Institut für Bildungsforschung und Bildungsinformation tätig. Bevor sie im Jahr 2018 als Abteilungsleitung im Zentrum für Dauerbeobachtung und Methoden an das Deutsche Jugendinstitut nach München wechselte, war Susanne Kuger weiterhin als Habilitantin und Projektmitarbeiterin am DIPF Leibniz-Institut für Bildungsforschung und Bildungsinformation tätig. Im Jahr 2017 habilitierte sie sich an der Otto-Friedrich-Universität Bamberg in den Fächern Empirische Bildungsforschung und Erziehungswissenschaft. Seit 2023 ist Susanne Kuger Forschungsdirektorin am Deutschen Jugendinstitut. Dort hat sie auch kommissarisch die Leitung des „Zentrums für Dauerbeobachtung und Methoden“ inne und verantwortet Erhebungen mit Tausenden von befragten Personen.
Die Forschungsschwerpunkte von Susanne Kuger liegen in den Bereichen Gestaltung und Abhängigkeiten von Aufwachsens- und Anregungskontexten, International vergleichende Bildungsforschung, generelle und differentielle Effekte der Qualität und Quantität von Lerngelegenheiten, Methodik der Erfassung und analytischen Modellierung institutioneller und außerinstitutioneller Aufwachsenskontexte, Surveymethodik in quer- und längsschnittlichen, computer- und papiergestützten, nationalen und international vergleichenden Studien.
Seit 2022 ist Susanne Kuger Professorin für Empirische Sozial- und Bildungsforschung im Kindes- und Jugendalter an der Ludwig-Maximilians-Universität München. Sie lehrte von 2017 bis 2022 unter anderem auch an der Otto-Friedrich-Universität Bamberg und der Goethe-Universität Frankfurt am Main.

## Gremien
- FWS Deutscher Freiwilligensurvey
- DEAS Deutscher Alterssurvey[3]

- NEPS Nationales Bildungspanel[4]

## Auszeichnungen
Im Jahr 2018 wurde Susanne Kuger für ihre Arbeit zur Struktur und Effektivität von Lernkontexten im Kindes- und Schulalter mit dem Habilitationspreis der Otto-Friedrich-Universität Bamberg ausgezeichnet. Der Preis würdigt eine herausragende Habilitation an der Otto-Friedrich-Universität Bamberg.

## Publikationen (Auswahl)
- Autorin: Lernumwelten von Kindergartenkindern mit besonderen Begabungen. 1. Auflage. Waxmann, Münster 2013, ISBN 978-3-8309-7800-8 (Zugleich: Bamberg, Univ., Diss., 2011).
- Mit-Herausgeberin (Hrsg.): Assessing Contexts of Learning : An International Perspective (Methodology of Educational Measurement and Assessment=Reihe). 1. Auflage. Springer, 2016, ISBN 978-3-319-45356-9.
- Herausgeberin (Hrsg.): ERIK-Forschungsbericht II Befunde des indikatorengestützten Monitorings zum KiQuTG WBV-Media, Bielefeld 2022, ISBN 978-3-7639-7299-9.
- Mit-Herausgeberin: Aufwachsen in Deutschland 2019 – Alltagswelten von Kindern, Jugendlichen und Familien. WBV Media, Bielefeld 2021, ISBN 978-3-7639-6243-3
- Zudem hat Susanne Kuger in Fachzeitschriften wie Zeitschrift für Erziehungswissenschaft und Zeitschrift für Pädagogik publiziert.